# Stalag V-A
Ne doit pas être confondu avec Stalag V-B.
Le Stalag V-A était un camp allemand de prisonniers de guerre  de la Seconde Guerre mondiale situé dans la banlieue sud de Louisbourg (Ludwigsburg), en Allemagne. Le chiffre romain V signifie que ce stalag dépendait du district militaire nº V, au sud-ouest de l'Allemagne, siège Stuttgart. La lettre est utilisée pour différencier les stalag lorsqu'il y en a plusieurs dans la même région. 